# Bodianus flavipinnis
Bodianus flavipinnis là một loài cá biển thuộc chi Bodianus trong họ Cá bàng chài. Loài này được mô tả lần đầu tiên vào năm 2001.

## Từ nguyên
Từ định danh của loài được ghép bởi hai từ trong tiếng Latinh: flavus ("vàng") và pinna ("vây"), hàm ý đề cập đến vây ngực màu vàng tươi của chúng.

## Phạm vi phân bố và môi trường sống
B. flavipinnis xuất hiện dọc theo bờ biển phía đông Úc (trải dài từ phía nam Queensland đến bờ đông Tasmania), cũng như vùng biển phía bắc New Zealand (xung quanh đảo Bắc và bờ bắc đảo Nam).
B. flavipinnis được quan sát và thu thập ở độ sâu trong khoảng từ 30 đến út nhất là 250 m, gần các hang hốc trên các rạn đá ngầm.

## Mô tả
B. flavipinnis có chiều dài cơ thể tối đa được ghi nhận là 37 cm. Cá trưởng thành có màu đỏ, trắng hơn ở thân dưới. Thân trên (trên đường bên) có hai vệt màu trắng nhạt ngay dưới các gai vây lưng. Vây lưng có màu cam ở phía trước, chuyển sang màu vàng ở phía sau. Vây đuôi có màu vàng. Vây hậu môn và vây bụng màu trắng, phớt vàng ở phía sau vây hậu môn. Vây ngực màu vàng tươi.
Số gai ở vây lưng: 12; Số tia vây ở vây lưng: 10–12; Số gai ở vây hậu môn: 3; Số tia vây ở vây hậu môn: 11–12; Số tia vây ở vây ngực: 16–18.

### Trích dẫn
- Martin F. Gomon (2001). "Descriptions of two new species of Bodianus (Perciformes: Labridae) from Australasian waters". New Zealand Journal of Zoology (PDF). Quyển 28 số 4. tr. 407–416. ISSN 0301-4223.
- Martin F. Gomon (2006). "A revision of the labrid fish genus Bodianus with descriptions of eight new species" (PDF). Records of the Australian Museum, Supplement. Quyển 30. tr. 1–133. ISSN 0812-7387.